# رباط قره‌بیل
رباط قره بیل مربوط به دوره تیموریان - دوره صفوی است و در شهرستان گرمه، روستای فره بیل واقع شده و این اثر در تاریخ ۱۱ دی ۱۳۸۰ با شمارهٔ ثبت ۴۵۷۴ به‌عنوان یکی از آثار ملی ایران به ثبت رسیده است.